# Проклятие Ведьмака
«Проклятие Ведьмака» (англ. The Spook's Curse) — вторая книга серии «Хроники Уордстоуна» британского писателя Джозефа Дилейни.

## Сюжет
Книга начинается со связывания домового-потрошителя в Хоршоу. Хотя Том справился - посадил домового в яму, жертва, священник отец Грэгори (брат Ведьмака) умирает от шока. Его хоронят в Пристауне, куда пошли Ведьмак с Томом, чтобы засвидетельствовать своё почтение и, наконец, заняться древним демоном, запертым в катакомбах под городом. Этот демон, известный как Лихо, давно там сидел и стал гораздо сильнее.
Том попадает в катакомбы, чтобы проскользнуть внутрь тюрьмы незамеченными, но ему удается освободить только Алису, которую тоже посадили в тюрьму. Другой брат Ведьмака, слесарь Эндрю прячет их в дом с призраком в городе, и они там засыпают. Лихо приходит искушать их, но Том сопротивляется. Он просыпается, чтобы найти Алису у серебряных врат, где она признается, что она совершила сделку с Лихо, чтобы он мог помочь ей. Она помогает сохранить жизнь Ведьмаку и другим заключенным приговоренным к сожжению.
Том приводит Ведьмака к своей матери, которая исцеляет Грегори, а затем они отправляются, чтобы найти кладбище Сегантии, первых людей, которые были связаны с Лихо. Нэйз, рассказывает им, что он тоже заключил договор с Лихо, так что если бы тот был освобожден и затем заново введенным в  его тюрьму, он должен был быть привязан там до конца своего существования.
Ведьмак берет Алису обратно в катакомбы. Том тайно следует за ними после открытия письма от матери, где она писала, что Ведьмак и Алиса могут умереть.
После того как Алиса призывает Лихо. Он негодует. Лихо побеждает, но не убивает Ведьмака, так как Том связывает его с серебряной цепью, которую дала ему его мать во время своего последнего визита. Лихо пытается вырваться, чтобы поколебать его, но Том убивает его, чуть не погибая сам. Алиса и Ведьмак выносят Тома из катакомб, где Алиса пытается вернуть его к жизни.
В конце Алиса признается Тому, что по условия её договора с Лихо, он не мог причинить вреда Тому или его учителю. 

## Основные персонажи
- Том Уорд — ученик Ведьмака
- Джон Грегори — Ведьмак, охраняющий землю от зла и усмиряющий нечисть
- Алиса Дин — ведьма, подруга Тома
- Ламия/Ценобия — мать Тома
- Джек Уорд — брат Тома
- Элли Уорд — жена Джека
- Мэри Уорд — дочь Джека и Элли
- Эндрю Грегори — брат Ведьмака
- Отец Грегори — священник, брат Ведьмака
- Лихо — могущественный враг Ведьмака
- Отец Кэрнс — священник, кузен Ведьмака
- Брат Питер — садовник при храме, друг Тома

## Отзывы
Книга в целом получила положительные отзывы и оценку 4,10/5 на Goodreads, что выше оценки предыдущей книги серии.
Фанатами книга была принята в целом неплохо: хотя сюжет ещё до конца не ясен, Дилейни уже обрисовал основную сюжетную арку, тем самым подогрев интерес к серии.

## Зарубежные издания
- В США книга вышла под названием Curse of the Bane в серии «The Last Apprentice».